# Gonfose

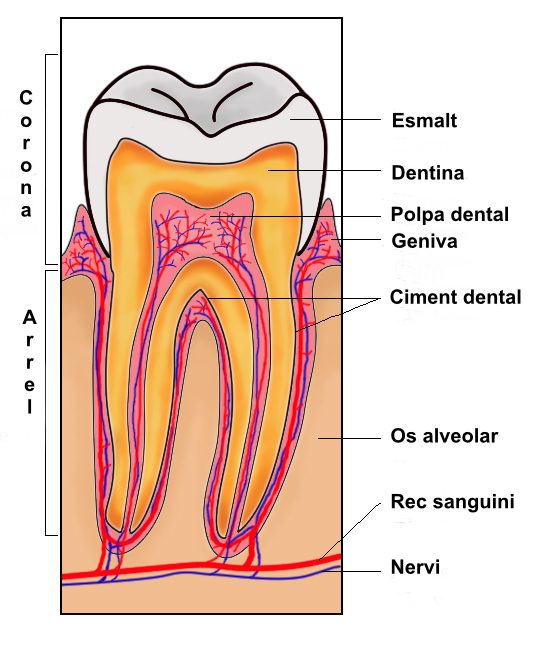
Essa articulação de tecido fibroso do ligamento periodontal se diferencia por permitir a troca de dentes na infância.

Gonfose é um termo de anatomia para a articulação específica entre os dentes e seus receptáculos, os alvéolos dentários.
Este tipo de articulação fibrosa serve para fixar os dentes em seus alvéolos dentários e praticamente não permite movimentos, exceto quando durante a troca de dentes em crianças, quando enfraquecida no idoso ou caso doenças enfraqueçam essa articulação.
Garantem a integridade do sistema estomatológico, amortecendo os impactos da mastigação (ou hábitos pára-funcionais). Movimentos maiores que 0,5mm representam uma condição patológica, denominada mobilidade dental, uma enfermidade periodontal.